# Valérie Tasso
Valérie Tasso (es tracta d'un heterònim) (23 de gener de 1969, Champagne-Ardenne) és una escriptora i investigadora, viu a Barcelona i escriu en castellà. És llicenciada en Ciències Econòmiques i Llengües Estrangeres Aplicades a la Universitat d'Estrasburg. En les seves obres es refereix a una sexualitat desimbolta i desmoralitzada, ella mateixa deixa entreveure que ha practicat la prostitució. Ha col·laborat en diversos mitjans audiovisuals com, per exemple, Crónicas marcianas.

## Obres
- 2003 Diario de una ninfómana
- 2004 Paris la nuit
- 2006 El otro lado del sexo
- 2008 Antimanual del sexo